# Карлссон, Йоаким
Йоаки́м Ка́рлссон (швед. Joakim Carlsson, известен также как Йоаки́м Ма́бергс, швед. Joakim Mabergs; род. 18 августа 1972) — шведский кёрлингист.

## Достижения
- Чемпионат Европы по кёрлингу: золото (1998).
- Чемпионат мира по кёрлингу среди юниоров: бронза (1992).
- Чемпионат Швеции по кёрлингу среди юниоров: золото (1992)[1].
- Чемпионат Швеции по кёрлингу среди смешанных команд: золото (1997).

## Команды
| Сезон                                          | Четвёртый       | Третий             | Второй           | Первый          | Запасной                                                 | Турниры             |
| ---------------------------------------------- | --------------- | ------------------ | ---------------- | --------------- | -------------------------------------------------------- | ------------------- |
| 1991—92                                        | Йоаким Карлссон | Матиас Карлссон    | Ola Kindlund     | Lars Eriksson   | Peter Danielsson                                         | ЧШЮ 1992 · ЧМЮ 1992 |
| 1993—94                                        | Per Granqvist   | Emil Marklund      | Peter Hillbom    | Emil Nordkvist  | Йоаким Карлссон                                          | ЧМЮ 1994 (6 место)  |
| 1998—99                                        | Пейя Линдхольм  | Томас Нурдин       | Магнус Свартлинг | Петер Наруп     | Йоаким Карлссон тренеры: Матс Нюберг, Стефан Хассельборг | ЧЕ 1998             |
| 1999—00                                        | Пейя Линдхольм  | Томас Нурдин       | Магнус Свартлинг | Петер Наруп     | Йоаким Карлссон тренеры: Матс Нюберг, Стефан Хассельборг | ЧЕ 1999 (6 место)   |
| Кёрлинг среди смешанных команд (mixed curling) |                 |                    |                  |                 |                                                          |                     |
| 1996—97                                        | Йоаким Карлссон | Christina Carlsson | Матиас Карлссон  | Marja Bergström | Даниэль Прюц                                             | ЧШСК 1997           |
| 2013—14                                        | Åsa Linderholm  | Йоаким Мабергс     | Катрин Линдаль   | Emil Marklund   | Erik Strandqvist                                         | ЧШСК 2014 (9 место) |
| 2014—15                                        | Åsa Linderholm  | Йоаким Мабергс     | Катрин Линдаль   | Emil Marklund   |                                                          | ЧШСК 2015 (5 место) |

(скипы выделены полужирным шрифтом)

## Частная жизнь
Его брат Матиас Мабергс (известен также как Матиас Карлссон) — тоже кёрлингист, чемпион Швеции, они многократно играли в одной мужской или смешанной команде.